# Dinotrema bakeri
Dinotrema bakeri är en stekelart som först beskrevs av Fischer 1969.  Dinotrema bakeri ingår i släktet Dinotrema och familjen bracksteklar. Inga underarter finns listade i Catalogue of Life.